# 莫瑙·伊什特万
莫瑙·伊什特万（匈牙利語：Móna István，1940年9月17日—2010年7月28日），生于尼赖吉哈佐，匈牙利男子现代五项运动员。他曾获得1968年夏季奥运会现代五项比赛男子团体金牌。他于2010年在布达佩斯去世。